# Jules Dutilleul
Jules Dutilleul, né le 15 mars 1837 à Lille (Nord) et décédé le 17 août 1883 dans la même ville  est un homme politique français. 

## Biographie
Brasseur, inventeur, conseiller général du Nord, il est maire de Lille sous la troisième République.
Il fut élu Sénateur du Nord le 5 janvier 1879, et meurt durant son mandat le 17 aout 1883. 

## Distinctions
- Chevalier de la Légion d'honneur par décret du 15 mars 1837[2].

## Sources
- « Jules Dutilleul », dans Adolphe Robert et Gaston Cougny, Dictionnaire des parlementaires français, Edgar Bourloton, 1889-1891 [détail de l’édition]